# Sulya
Sulya (Sullia)é uma panchayat (vila) no distrito de Dakshina Kannada, no estado indiano de Karnataka.

## Geografia
Sulya está localizada a 12° 34′ N, 75° 23′ L. Tem uma altitude média de 108 metros (354 pés).

## Demografia
Segundo o censo de 2001, Sulya tinha uma população de 18 026 habitantes. Os indivíduos do sexo masculino constituem 52% da população e os do sexo feminino 48%. Sulya tem uma taxa de literacia de 79%, superior à média nacional de 59,5%: a literacia no sexo masculino é de 83% e no sexo feminino é de 74%. Em Sulya, 11% da população está abaixo dos 6 anos de idade.